# Wakrapuku

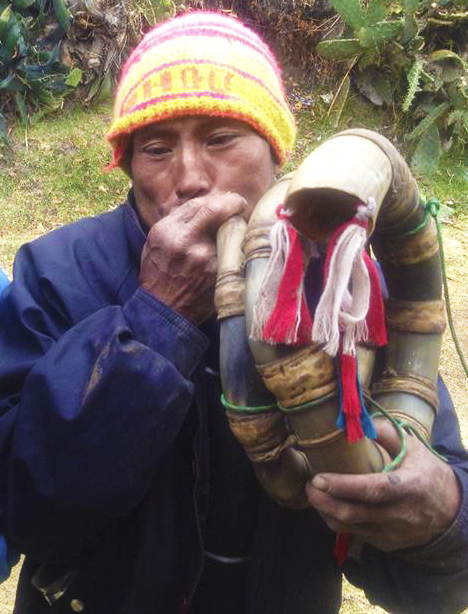
Personne jouant du wakrapuku

Le wakrapuku est une trompe du Pérou d'origine indienne, probablement pré-colombienne. Quoique sous sa forme actuelle il soit forcément postérieur à la Conquête espagnole, car il est fabriqué avec des cornes de vache, or les bovins
ont été introduits par les Espagnols.

## Facture
Elle est composée d'environ douze morceaux de corne emboités successivement les uns dans les autres. Les morceaux sont fixés grâce à des petites chevilles de bois, les joints sont faits avec du goudron, ensuite recouverts de cuir et décorés avec des rubans multicolores. Cette trompe s'enroule sur elle-même à la manière d'un cor de chasse. Le diamètre de l'ensemble est d'environ 28 à 30 cm, et le calibre interne de la corne commence à environ 0,5 à 1 cm pour finir à 8 cm maximum à l'extrémité du pavillon.